# کنسرت خانگی

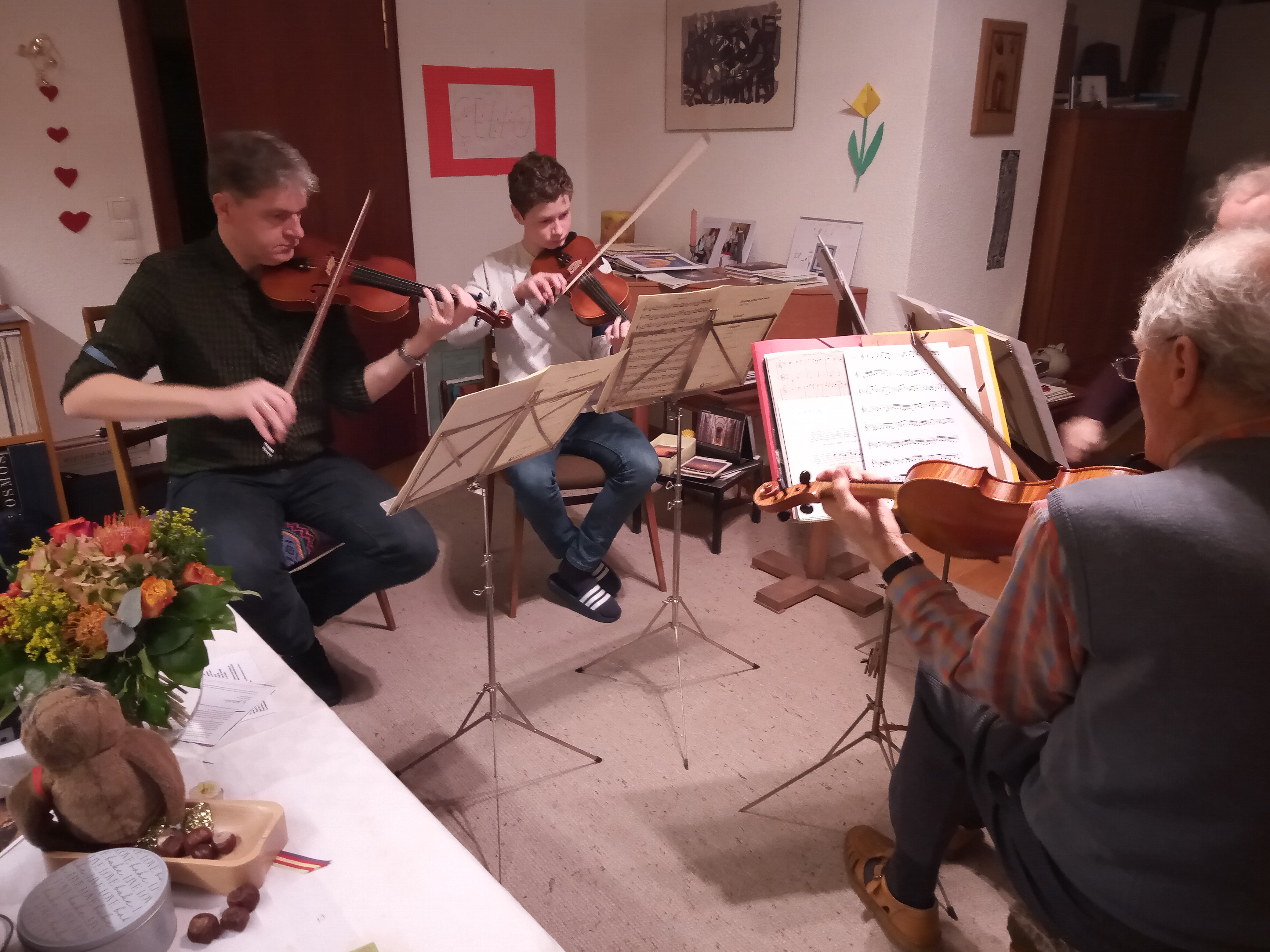
کنسرت خانگی

کنسرت خانگی (انگلیسی: House concert) به معنای برپایی کنسرت موسیقی در منزل شخصی افراد است. لجستیک چنین برنامه‌های مستلزم توجه به مواردی چون ظرفیت محل، نحوه تأمین هزینه، شیوه درست تبلیغ و مانند آن دارد.